# 戸板女子短期大学
戸板女子短期大学（といたじょしたんきだいがく、英語: Toita Women’s College）は、東京都港区芝二丁目21番17号に本部を置く日本の私立大学。1902年創立、1950年大学設置。大学の略称は戸板。

## 概観

### 大学全体
- 戸板女子短期大学は、東京都港区内にある学校法人戸板学園により運営されている日本の私立短期大学。1950年に設置された。1902年創立の戸板裁縫学校が起源となっており、現在では、服飾芸術科、国際コミュニケーション学科がある。PBL(Problem-Based Learning)「課題解決型学習」を積極的に取り入れ、産官学連携プロジェクトや企業コラボのイベントを毎年多く実施している。

### 建学の精神（校訓・理念・学是）
- 戸板女子短期大学には、創設者である戸板関子により掲げられた校訓「知好楽」と「至誠貫徹」の二つの言葉の中に教育方針が込められている。「知好楽」とは、論語にある孔子の言葉で「何事においても、知って、好きになって、そして楽しんで実行しよう」という意味が込められている。裁縫を学び、実践していく者の心、「楽しむにしかず」という到達の境地を示している。また「至誠貫徹」は、誠意を持って根気よく最後までやり遂げるという意味が込められている。
- 具体的な教育方針は、自ら学び、考え、判断し、責任を持って行動できる女性の育成であり、生涯を通じて信念を持って強くしなやかに自分の人生をしっかり歩いていく力をはぐくむことを目指すこととなっている。
- 戸板関子は、独立しても社会で生きていく女性を育てるため裁縫学校を設立しており、それは今日の戸板女子短期大学の卒業生や学生にも大きく息づいている。

### 教育および研究
- 戸板女子短期大学には、起源となっている裁縫学校からの伝統を受けついで、全国の短大でも少数となっている服飾教育を専門としている服飾芸術科（旧来の被服科）がある。現在ではビューティ・ウエディング・アパレルブランド起業・エンタメ・韓国ビジネスを複合的に学ぶことのできる学科となっている。
- 栄養士やメニュー開発、食品開発のための食物栄養科は国際コミュニケーション学科の「フードビジネスモデル」に再編成され、人気の高い商品開発や企業コラボ、カフェレストラン・バイヤー就職を目指す。またビジネスや英語に力を入れている国際コミュニケーション学科では、ホテル・ブライダル・エアライン・医療事務＆美容医療・ITなど幅広く学べるモデルが設置されている。
- 主に資格取得を目的とする短大としては珍しく、2学科ともに、女性としてのビジネススキル、プレゼンテーション力や企画力、マーケティング力、社会人としてのマナー教育に力を入れている。

### 学風および特色
- 戸板女子短期大学には学科ごとに以下の教育目的が掲げられているところに特徴がある。
  - 服飾芸術科：服飾に関わる専門的な知識と技術を修得し、社会人としてのコミュニケーション能力を身につけ、多様化するファッション業界で活躍できる女性を育成する。
  - 食物栄養科(現:国際コミュニケーション学科フードビジネスモデル)：フードビジネスと調理に関わる専門的知識・技術を修得し、実践的な能力を育成するとともに、社会人として必要とされるマーケティングやプレゼンスキルを修得し、商品開発やバイヤー・カフェレストラン業界への就職を目指す。
  - 国際コミュニケーション学科：英語、国際文化、IT に関する専門的知識を幅広く習得しながら、現代の国際情報社会に柔軟に対応できるコミュニケーション能力やマーケティング力、企画力を身につけ、社会に貢献できる女性を育成する。ホテル・ブライダル・エアライン・美容医療・IT・韓国ビジネスなど学ぶ分野は多岐に渡る。

## 沿革
（沿革節の主要な出典は公式サイト）
- 1902年（明治35年） : 戸板裁縫学校が創立される。
- 1950年（昭和25年） : 戸板女子短期大学開学。被服科・生活科・英文科・別科を設置した。
- 1955年 : 被服科Ⅱ部増設。学生募集は1979年度まで。
- 1982年 : 被服科Ⅱ部を廃止。
- 2000年（平成12年） : 英文科を英語科へ、生活科を食物栄養科へと学科の名称変更を行う。
- 2001年 : 被服科を服飾芸術科へと学科の名称変更を行う。
- 2002年 : 英語科を国際コミュニケーション学科へと学科の名称変更を行う。
- 2003年 : 専攻科食物栄養専攻を設置。
- 2004年 : 八王子校舎にあった食物栄養科及び専攻科食物栄養専攻を三田キャンパスに移転。
- 2008年 : 専攻科食物栄養専攻を廃止。
- 2026年 : 食物栄養科を廃止。それに伴い新モデル「フードビジネスモデル」「パフォーマンス＆アートモデル」を設置。

## 基礎データ

### 所在地
- 三田キャンパス（東京都港区芝2-21-17）
- 八王子キャンパス（東京都八王子市犬目町139）

### 交通アクセス
- 三田キャンパスの最寄り駅は以下のものとなっている。
  - JR山手線・京浜東北線「田町駅」から徒歩。
  - 都営地下鉄浅草線・「三田駅」または三田線「芝公園駅」から徒歩。近隣に慶應義塾大学がある。
- 八王子キャンパスの最寄り駅は以下のものとなっている。
  - JR中央線・横浜線・八高線「八王子駅」からバスを利用。
  - 私鉄京王線「京王八王子駅」からバスを利用。

## 教育および研究

### 組織

#### 学科
- 服飾芸術科
- 食物栄養科(現:国際コミュニケーション学科フードビジネスモデル)
- 国際コミュニケーション学科

##### 取得資格について
資格
- ファッション販売能力検定
- 色彩検定
- 色彩活用パーソナルカラー検定
- ブライダルコーディネート技能検定
- 日本化粧品検定
- メイクセラピー検定
- ネイリスト技能検定
- ジェルネイル検定
- 商品装飾展示技能士
- Illustratorクリエイター能力認定試験
- Photoshopクリエイター能力認定試験
- TOEIC
- TOEFL
- 実用英語技能検定準1級
- ソーシャルマナー検定
- 秘書技能検定
- 世界遺産検定
- ホテルビジネス実務検定
- ITパスポート
- MOS
- 日商簿記
- 医療秘書技能検定
- 調剤薬局事務検定
- ウェブデザイン実務士資格
- 情報処理士資格

教職課程
- 中学校教諭二種免許状の課程が設けられていた。
  - 英語：国際コミュニケーション学科の前身である英語科にて設けられていた。
  - 家庭：服飾芸術科の前身である被服科、食物栄養科の前身である生活科にて設置されていた。
  - 美術：服飾芸術科の前身である被服科にて設置されていた。

#### 附属機関
- 生涯学習センター
- 戸板女子短期大学図書館：1930年代のアール・デコをイメージして設計されているところに特色がある。

## 学生生活

### 部活動・クラブ活動・サークル活動
- 戸板女子短期大学のクラブ活動
  - 体育系：テニス・バスケットボール・バドミントン・バレーボールほか
  - 文化系：着付け部・軽音部ほか
  - ダンス：VIGOR・戸板通り通過中・CLARUSほか

### 学園祭
- 戸板女子短期大学の学園祭は「戸板祭」と呼ばれていたが、2018年より「TOITAFes」に名称変更。毎年、概ね11月上旬に行なわれている。

## 大学関係者と組織

### 大学関係者組織
- 戸板女子短期大学には以下の同窓会組織がある。
  - 「千草会」：全学科卒業生によるもの。
  - 「戸板栄養士会」：食物栄養科在学生および卒業生（旧来の生活科含む）ならびに専攻科卒業生で、卒業後に栄養・食品関連業界に従事またはこれに関心のある人たちで形成されている。管理栄養士試験に向けた合格対策の援助も行っている。

### 大学関係者一覧

#### 大学関係者
- 創立者である戸板関子は鳩山春子（共立女子学園創立者）、津田梅子（津田塾大学創立者）、成瀬仁蔵（日本女子大学創立者）、吉岡弥生（東京女子医科大学創立者）、横井玉子（女子美術大学創立者）などと並ぶ日本の女子高等教育の基盤づくりに活躍した「明治クリスチャン教育家」のうちの１人である。

#### 著名な出身者
- 臼井ます：スーパーセンテナリアン、日本国内最高齢者、戸板裁縫学校卒業[2]
- 松井須磨子：女優
- 松本伊代：タレント、1986年被服科卒業。
- 菊池桃子：タレント、本学客員教授、1989年被服科卒業。
- ふせえり：女優
- 佐伯成美 : 1995年ミス・ユニバース・ジャパン
- 岡田奈々：歌手、中退
- 篠原ともえ：タレント、中退（文化女子大学短期大学部服装学科へ一般受験で編入）
- 大木亜希子：タレント、元SDN、作家
- 奈津子：タレント、元SDN
- まつきりな：タレント[3]

## 施設

### キャンパス内

#### 三田キャンパス
- 使用学科：服飾芸術科・国際コミュニケーション学科
- 使用附属施設：生涯学習センター・図書館
- 交通アクセス：交通アクセスの欄を参照。
- 設備：地上11階、地下1階からなる都市型高層校舎となっている。
  - カフェテラス：南欧風をイメージしたつくりとなっている。
  - スカイルーム：学生の公募により命名された。
  - ルーフガーデン：ハーブや季節の花などが庭園に植えられている。レインボーブリッジが見渡せる場所にある。
- 三田キャンパスは「第24回建築作品コンクール」の「東京建築賞都知事賞・最優秀賞」に選ばれている。
- 2009年11月芝消防署より優良防火対象物として認定された。同消防署管轄内では学校施設として初の認定。

#### 八王子キャンパス
八王子キャンパスは運動場(体育施設・グラウンド）があり、授業等に利用している。

### 学生食堂
- 戸板短期大学の学生食堂すなわちカフェテリアは、白を基調としたシックな空間となっており、座席数は200となっている。床はフローリングされ椅子は全て黒に統一されニューヨーク製になっている。ここから日比谷通りを見渡せる。

### 講堂
- 戸板女子短期大学の講堂は「戸板ホール」と称され、電動移動式の椅子を加え600の座席数がある。

### 寮
- 戸板女子短期大学には指定学生寮がある。

### キャンパス外
- 軽井沢にセミナーハウスがある。

## 対外関係

### 他大学との協定

#### 日本
- 東京都私立短期大学協会コンソーシアム

### 系列校
- 三田国際学園中学校・高等学校

## 社会との関わり
- 生涯学習センターにて公開講座が行われている。しかし、受講生は非常に少ない。
- 「東京都食育フェア」に参加している。

## 卒業後の進路について

### 就職について
- 全学科とも、一般企業への就職者が多いものとなっている。服飾芸術科ではアパレル、食物栄養科では資格を活かした職業、国際コミュニケーション学科ではホテルや観光業に進学する者が毎年若干名いるが、大半は一般事務職か販売職に就職している。毎年、数名は四年制大学や専門学校に進学している。

### 編入学･進学実績
- 服飾芸術科：聖徳大学・女子美術大学・明治学院大学ほか
- 食物栄養科：茨城キリスト教大学・女子栄養大学・十文字学園女子大学・人間総合科学大学・相模女子大学・兵庫大学ほか
- 国際コミュニケーション学科：青山学院大学・筑波大学・帝京大学・杏林大学・桜美林大学・駒澤大学・玉川大学・東京経済大学・文京学院大学・武蔵野大学・鶴見大学・恵泉女学園大学ほか

## 戸板女子大学設置計画
- 学校法人戸板学園では、「戸板女子大学」を2010年度に新設し、家政学部（管理栄養学科・保育学科）を設置するための認可申請をしていたが、最終的には建学の精神を活かして短期大学として継続することを決定した[要出典]。